# Dorpenomloop Rucphen 2024
De 47e editie van de wielerwedstrijd Dorpenomloop Rucphen vond plaats op 17 maart 2024. De wedstrijd startte en finishte in Rucphen en was 181,4 kilometer lang. De wedstrijd maakte deel uit van de UCI Europe Tour, met de categorie 1.2, en de Holland Cup. Johan Dorussen won de wedstrijd door Huub Artz en Henrik Pedersen voor blijven in een massasprint.

## Uitslag
| Plaats  | Naam                      | Ploeg                      | Tijd     |
| ------- | ------------------------- | -------------------------- | -------- |
| Winnaar | Johan Dorussen            | Dev. dsm-firmenich PostNL  | 3u57'30" |
| 2       | Huub Artz                 | Wanty-ReUz-Technord        | z.t.     |
| 3       | Henrik Pedersen           | Uno-X Mobility Dev.        | z.t.     |
| 4       | Davide Bomboi             | TDT-Unibet                 | z.t.     |
| 5       | Vlad Van Mechelen         | Dev. dsm-firmenich PostNL  | z.t.     |
| 6       | Jensen Plowright          | Alpecin-Deceuninck Dev.    | z.t.     |
| 7       | Matys Grisel              | Lotto Dstny Dev.           | z.t.     |
| 8       | Daniel Årnes              | Uno-X Mobility Dev.        | z.t.     |
| 9       | Sente Sentjens            | Alpecin-Deceuninck Dev.    | z.t.     |
| 10      | Romet Pajur               | Lotto Kern-Haus PSD Bank   | z.t.     |
| 11      | Joshua Giddings           | Lotto Dstny Dev.           | z.t.     |
| 12      | Mathis Avondts            | Parkhotel Valkenburg       | z.t.     |
| 13      | Jelte Krijnsen            | Parkhotel Valkenburg       | z.t.     |
| 14      | Christiaan van Rees       | Dutch Food Valley          | z.t.     |
| 15      | Brody McDonald            | Verenigde Staten           | z.t.     |
| 16      | Robert Donaldson          | Trinity                    | z.t.     |
| 17      | Daan van Sintmaartensdijk | BEAT                       | z.t.     |
| 18      | Luuk Verbruggen           | Sensa-Kanjers voor Kanjers | z.t.     |
| 19      | Sean Christian            | Verenigde Staten           | z.t.     |
| 20      | Coen Vermeltfoort         | VolkerWessels              | z.t.     |